# Fabian Feyaerts

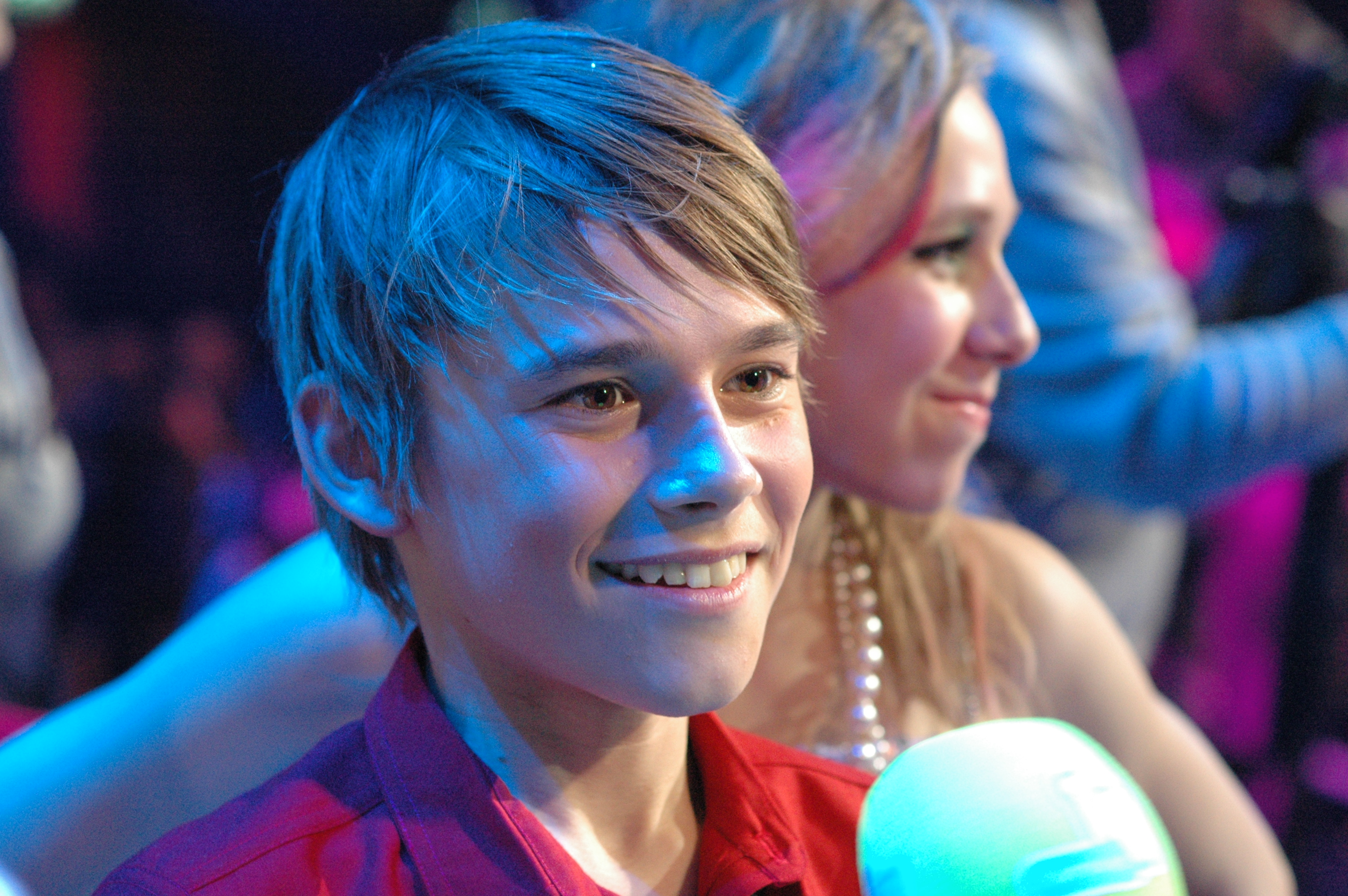
Fabian Feyaerts (2012).

Fabian Feyaerts (Arendonk, 1 de janeiro de 1998) é um jovem cantor belga que irá representar a Bélgica no Festival Eurovisão da Canção Júnior 2012 com a canção "Abracadabra".